# Близнецы (Владимирская область)
Близнецы — деревня в Петушинском районе Владимирской области России, входит в состав Пекшинского сельского поселения.

## География
Деревня расположена в 11 км на северо-восток от центра поселения деревни Пекша и в 30 км на северо-восток от райцентра города Петушки.

## История
По писцовым книгам 1637 года деревня Близнецы значилась в Матренинской волости с центром в Воскресенском погосте.
В конце XIX — начале XX века деревня входила в состав Воронцовской волости Покровского уезда, с 1924 года — в составе Болдинской волости Владимирского уезда. В 1859 году в деревне числилось 27 дворов, в 1905 году — 37 дворов, в 1926 году — 35 хозяйств.
С 1929 года деревня являлась центром Близнецовского сельсовета Собинского района, с 1945 года — в составе Ларионовского сельсовета Петушинского района, с 2005 года — в составе Пекшинского сельского поселения.

## Население
| 1859 | 1905 | 1926 |
| ---- | ---- | ---- |
| 172  | 200  | 167  |

| 1859 | 1905 | 1926 | 2002 | 2010 | 2021 |
| ---- | ---- | ---- | ---- | ---- | ---- |
| 172  | ↗200 | ↘167 | ↘0   | ↗11  | ↘5   |